# Montuvio

Rodeo montuvio

Montuvio es el nombre que recibe el campesino de la Costa ecuatoriana. Para algunos su nombre se debe al arte de montar a caballo, lo que le convertiría en el arquetipo del vaquero de la costa del Pacífico de Ecuador —mientras el chagra es el vaquero de los Andes de Ecuador—  con un rol similar al de los llaneros de Colombia y Venezuela.Su vestimenta incluye un sombrero alado, una camisa ligera, pantalón de tela y botas, un machete, el gancho y un caballo para transportarse.
Según el censo ecuatoriano de 2022 los montuvios representan el 7,7 % de la población del Ecuador, lo que significa que en el 2022 más de 1 304 994 ecuatorianos se identificaron como montuvios. El censo también mostró que la mayor parte de los montuvios se encuentran en las provincias del Guayas, Manabí y Los Ríos.

## Etimología y definición

### Definición
Según el CODEPMOC (Consejo Nacional del Pueblo Montuvio del Ecuador), los montuvios se definen como:

Un conjunto de individuos organizados y autodefinidos como montubios, con características propias de la región litoral y zonas subtropicales, que nacen naturalmente como una unidad social orgánica dotada de espíritu e ideales comunes, poseedores de una formación natural y cultural que los auto determina como resultado de un largo proceso de acondicionamiento espacio-temporal, quienes conservan sus propias tradiciones culturales y saberes ancestrales.

Lo montuvio es una cultura ligada a la agricultura y la vaquería, no una etnia, puesto que está conformado por mestizos que comparten una cultura propia y que se diferencia de la cultura mestiza en general, del pueblo . Al ser una cultura antes que etnia, el principio de autoidentificación permite a distintas personas pertenecer al pueblo montuvio siempre y cuando compartan los rasgos culturales característicos.Además, es una cultura exclusiva, de Ecuador que se encuentra en un accidente geográfico que solo se encuentra dentro de los límites de este país (el Golfo de Guayaquil, la cuenca del Río Guayas y la provincia de Manabí). Esto lo diferencia de la cultura indígena andina que a través del idioma quichua y festividades como el inti raymi, comparte cultura con los indígenas de Perú. De la misma manera los afroecuatorianos comparten cultura y cosmovisión afro con el pacífico Colombiano. No quiere decir que lo indígena y afroecuatoriano no sea propio de Ecuador, sino que no es exclusivo, a diferencia del montuvio que es netamente ecuatoriano.  Por esta razón los montuvios tienen una importancia cultural muy grande para Ecuador (además de su rol protagónico en la historia a través de la Revolución liberal), y han influido de manera importante en la literatura, la gastronomía, la música y la vestimenta, esto último a través del sombrero de paja toquilla, que fue considerado como "símbolo de la ecuatorianidad".

### Etimología

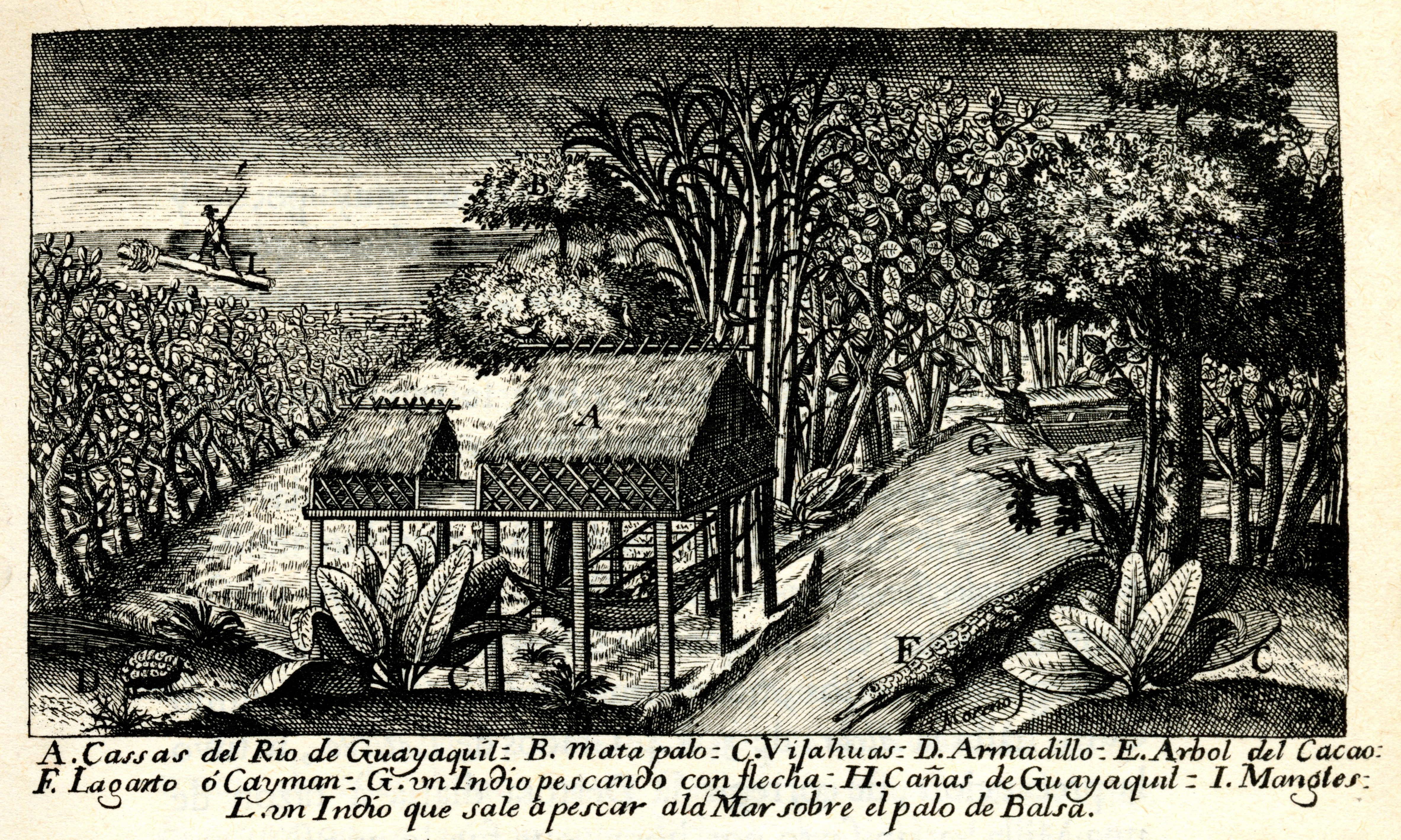
Paisaje silvestre del Corregimiento de Guayaquil

En 1934, tras la publicación del libro "Los Sangurimas", José de la Cuadra utiliza la palabra montuvio (escrita con uve) para romper la idea de su concepto como "simples campesinos o vaqueros" y lo expuso mediante el uso de un vocablo, representativo de los habitantes de la zona costera, regada por grandes ríos litorales y sus tributarios, remarcando la etimología latina y remitiendo a "monte", "río" y "vida" (fluvius)
En 2014, luego de 10 años de lucha del comunicador manabita Ángel Loor, logró hacer que se incluya en el Diccionario de la lengua española, la palabra montuvio con "v" para describir al hombre de la Costa ecuatoriana y su concepto definido como tal, debido a que en el diccionario se encontraba la palabra montubio con "b"  para describir al hombre recio, grosero y montaraz, lo que resultaba ofensivo para dicha cultura.

### Estudios sociológicos

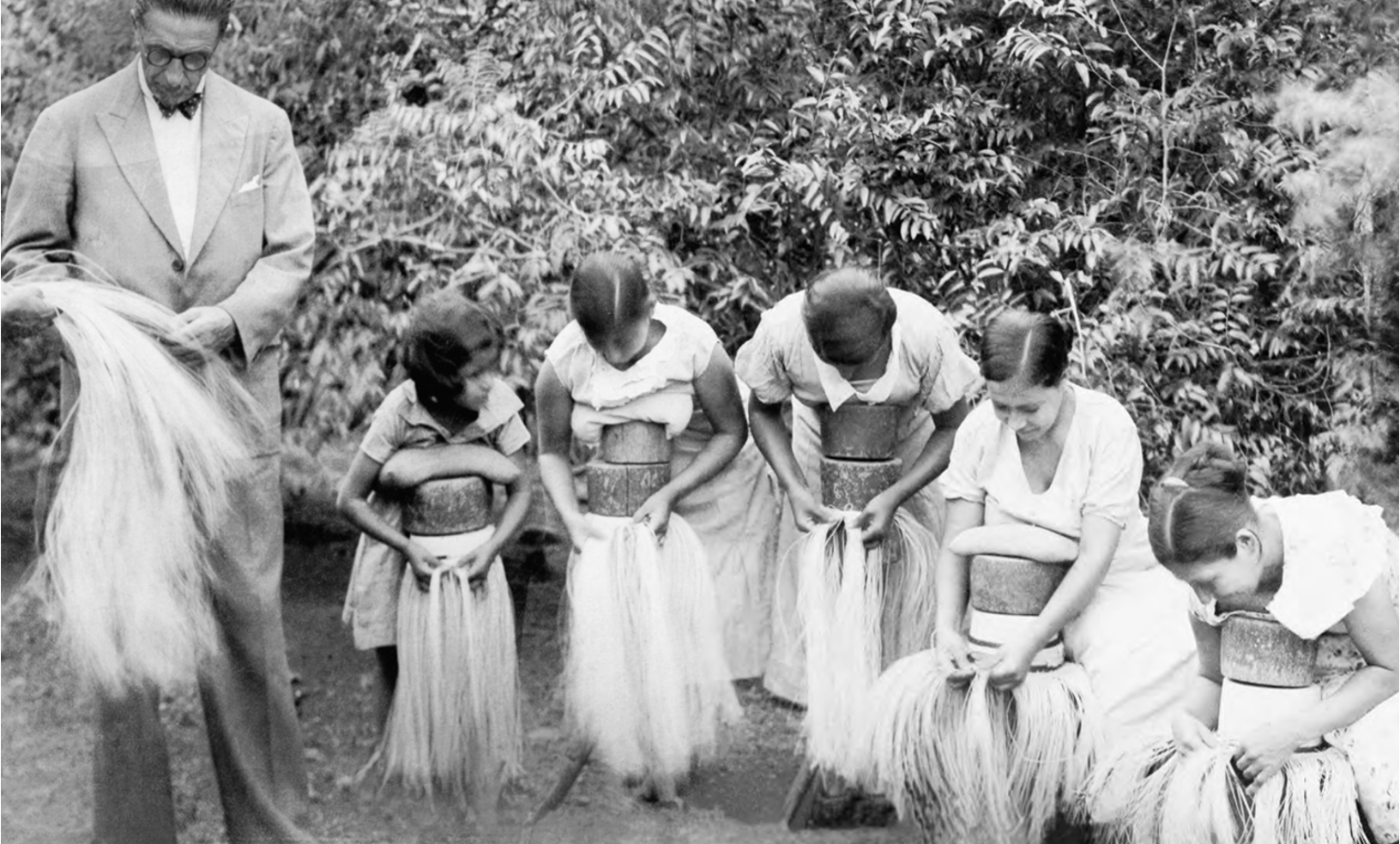
Tejedoras manabitas haciendo sombreros jipijapa

El surgimiento de lo montuvio tuvo su paralelismo con los estudios sociológicos similares en América Latina. Destacan los escritos de Leopoldo Lugones sobre el payador, persona de la pampa argentina que desarrolla versos e improvisa complas, de manera similar que los montuvios cultivan el amorfino, siendo el mismo arquetipo del vaquero común de América Latina. Este texto fue publicado en 1916 y se convirtió en un referente en estudios similares. De forma similar, se escribió la novela Doña Bárbara en 1929 de la pluma de Rómulo Gallegos, iniciando la novela realista latinoamericana con la temática de los llaneros venezolanos. Nuevamente se repite un arquetipo similar, no en la pampa sino en la orinoquía o los llanos. Por su parte en Ecuador José de la Cuadra publicaría la novela Los Sangurimas en 1937, a lo que le seguiría la obra sociológica titulada "El montuvio ecuatoriano". Allí De la Cuadra desarrollaría su teoría acerca del origen del montuvio, su etimología, describiría las características de este grupo como algo más que simples campesinos. La relevancia de este trabajo se encuentra en el hecho de que producto de la gran migración interna, se estaba creando una nueva clase de campesinos cada vez más numerosos en la costa. En esta región, las culturas indígenas si bien fueron más antiguas, su desarrollo fue menor según los estudios arqueológicos que se desarrollaron durante el siglo XX, y más bien su desarrollo se llevó a cabo a partir de la migración interna que empezaría a cobrar fuerza desde el siglo XVIII alrededor del río Guayas y su cuenca en lo que ahora sería la provincia de Los Ríos y Manabí. Esto se consolidaría en el siglo XIX cuando Guayaquil superaría a Quito en población, justo antes de la Revolución Liberal, y se articularía culturalmente durante las primeras décadas del siguiente siglo. Con el libro "El montuvio ecuatoriano", José de la Cuadra formaliza este proceso sociológicamente.

## Historia

### La cuenca del Río Guayas

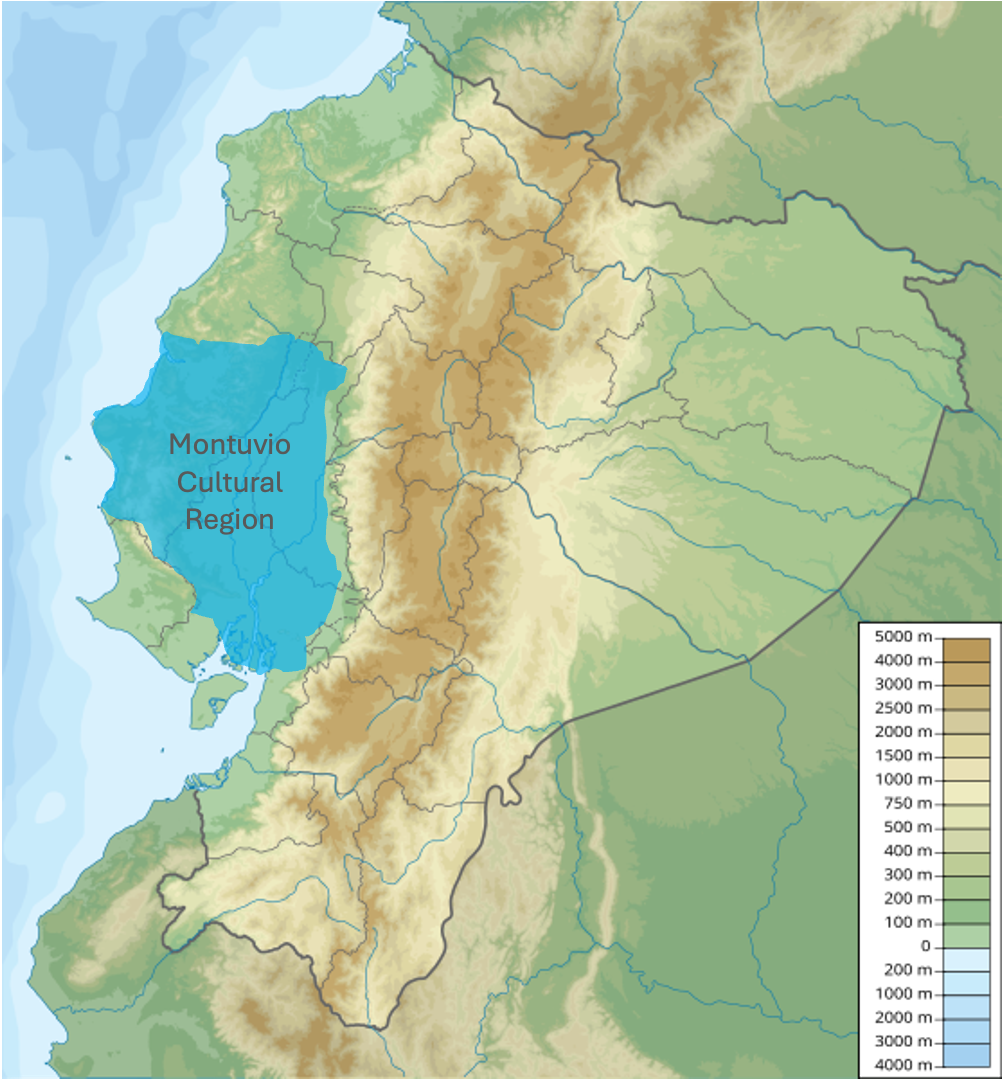
Región cultural de los montuvios en la cuenca del Río Guayas y Manabí.

La Costa de Ecuador ha exhibido históricamente una variedad importante de relaciones laborales que se desarrollaron principalmente en la cuenca del Río Guayas. De hecho, en la segunda mitad del siglo XVIII, la Costa contaba con un segmento considerable de propietarios libres y campesinos independientes que se dedicarían a la vaquería y agricultura. Si se compara con los Andes, sólo la parte sur de la Sierra contaba con un grupo comparable de campesinos, mientras que en el norte eran muy comunes los obrajes. Las plantaciones de la Costa contaban con un núcleo de jornaleros, al que se sumaban emigrantes estacionales procedentes tanto de las tierras altas como de otras zonas de la Costa. Aunque muchos de los trabajadores asalariados no estaban vinculados formalmente a las plantaciones por deudas, como si sucedía en la región andina, se desarrollaron medios alternativos e informales de construir relaciones de dependencia para mantener a los trabajadores "voluntariamente" en las plantaciones. Otra relación habitual era la del sembrador (en el caso del cacao, en particular que era el principal producto de exportación por su frecuencia en la cuenca del Río Guayas), que trabajaba por contrato para convertir las semillas en árboles maduros, un proceso que duraba cuatro años.
La organización del trabajo en la Costa permitió una mayor movilidad social y espacial entre la población que la experimentada comúnmente por los campesinos de la Sierra. En contraste con la imagen peyorativa de las cualidades dóciles y pasivas del campesino de la Sierra, el habitante rural de la Costa es descrito como una persona independiente que no se deja humillar por las diferencias de clase. Se le considera producto de la mezcla racial y se lo representa generalmente apegado a su machete, que no duda en utilizar en sus numerosas peleas, así como por el sombrero de paja toquilla, que se confeccionaba en Manabí en la ciudad de Montecristi.
En su obra "El montuvio ecuatoriano" José de la Cuadra define el territorio que caracteriza al montuvio:

Podríamos decir que la zona montuvia es aquella regada por los largos ríos litorales y sus inextricables afluentes. Se incluyen en ella las zonas montañosas de transición y se excluyen los terrenos áridos de la ribera del mar y de los pequeños desiertos interiores, arcillosos o arenosos, por lo común ubicados en las proximidades de los esteros salados.

Los mayores sistemas fluviales son, en la Costa, los que concluyen en el mar: el Mira, el Esmeraldas, el Santiago, el Chone y el Guayas. Otro sistema fluvial de los mayores es el tremendo Jubones, que se lanza al canal de Jambelí por las bocas bravas del Rompido. […]
De buena tierra tropical a veces jamás cultivada, virgen o casi virgen, refrescada de agua pura corriente, mojada de aguaceros, la fertilidad de la zona es asombrosa.

Cacao, café, caucho, tagua (marfil vegetal), arroz, tabaco, algodón, caña de azúcar, frutas propias del trópico (bananos, piñas, naranjas, etc.), maderas finísimas, pastos jugosos: la flora lo da todo y hasta espontáneamente. El cacao, el caucho, la tagua, etc. se encuentran silvestres.
José de la Cuadra - El montuvio ecuatoriano

### Participación en la revolución liberal

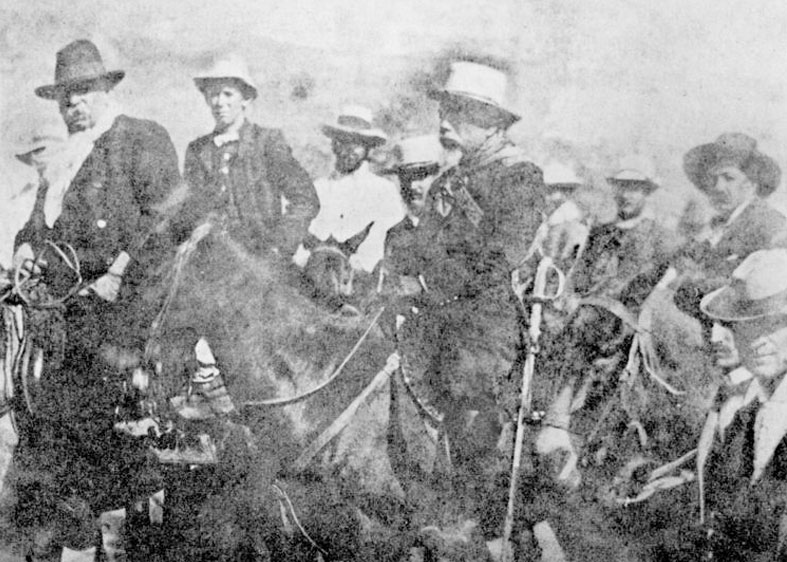
Foto del general Eloy Alfaro antes de la batalla de Chasqui con sus montoneros.

Con el fin de fortalecer el comercio y mantener su control total sobre las importaciones y exportaciones, Guayaquil buscó constantemente evadir o reducir los intentos de Quito por controlar su puerto y la actividad comercial auxiliar. Cualquier acto legislativo o administrativo originado en Quito y dirigido hacia los intereses esenciales del puerto era interpretado por Guayaquil como algo negativo. Cuando en 1895, ayudados por los trabajadores de las haciendas y respaldados por el dinero del cacao, los costeños llevaron a cabo la Revolución liberal (hasta 1925 y la caída del cacao), el regionalismo fue una actitud especialmente dominante en el país. Los cargos políticos debían distribuirse cuidadosamente entre costeños y serranos; la ciudad de origen se convirtió en un asunto de minucioso escrutinio en las delicadas contiendas políticas. Los montuvios participaron como parte de los montoneros, nombre con el que fueron denominados a los grupos políticos campesinos de la Costa que apoyaban a Eloy Alfaro y el partido liberal. También se las conoce como montoneras, que fueron en realidad revueltas campesinas. 
A principios del siglo XIX los pobladores en la cuenca del río Guayas, específicamente en Baba y Vinces habían formado partidas de asalto guerrilleras y atacado a las tropas del general Illingworth, estacionadas en la zona. Desde entonces se empezó a consolidar las características montuvias que fueron expresadas, de la siguiente manera:

"un carácter independiente, el amor a la libertad y una extraordinaria sensibilidad frente a las imposiciones despóticas, distinguen a los pueblos del Litoral, no permitiéndoles ser esclavos, o virtuales esclavos en esta región, como la población india de la Sierra...".

Como parte de su participación en la revolución se registra una serie de cantos que fueron recopilados por el musicólogo Juan Mullo Sandoval bajo el título de "Cantos montoneros y chapulos: semántica de la canción alfarista". Dentro de las canciones más tradicionales de este tipo se encuentra "Viva Vargas Torres" que continúa siendo interpretada hasta la actualidad por artistas como Margarita Laso. Hace referencia al revolucionario esmeraldeño que se alzaría en rebelión durante los primeros años del siglo XX.

### El auge cacaotero y bananero

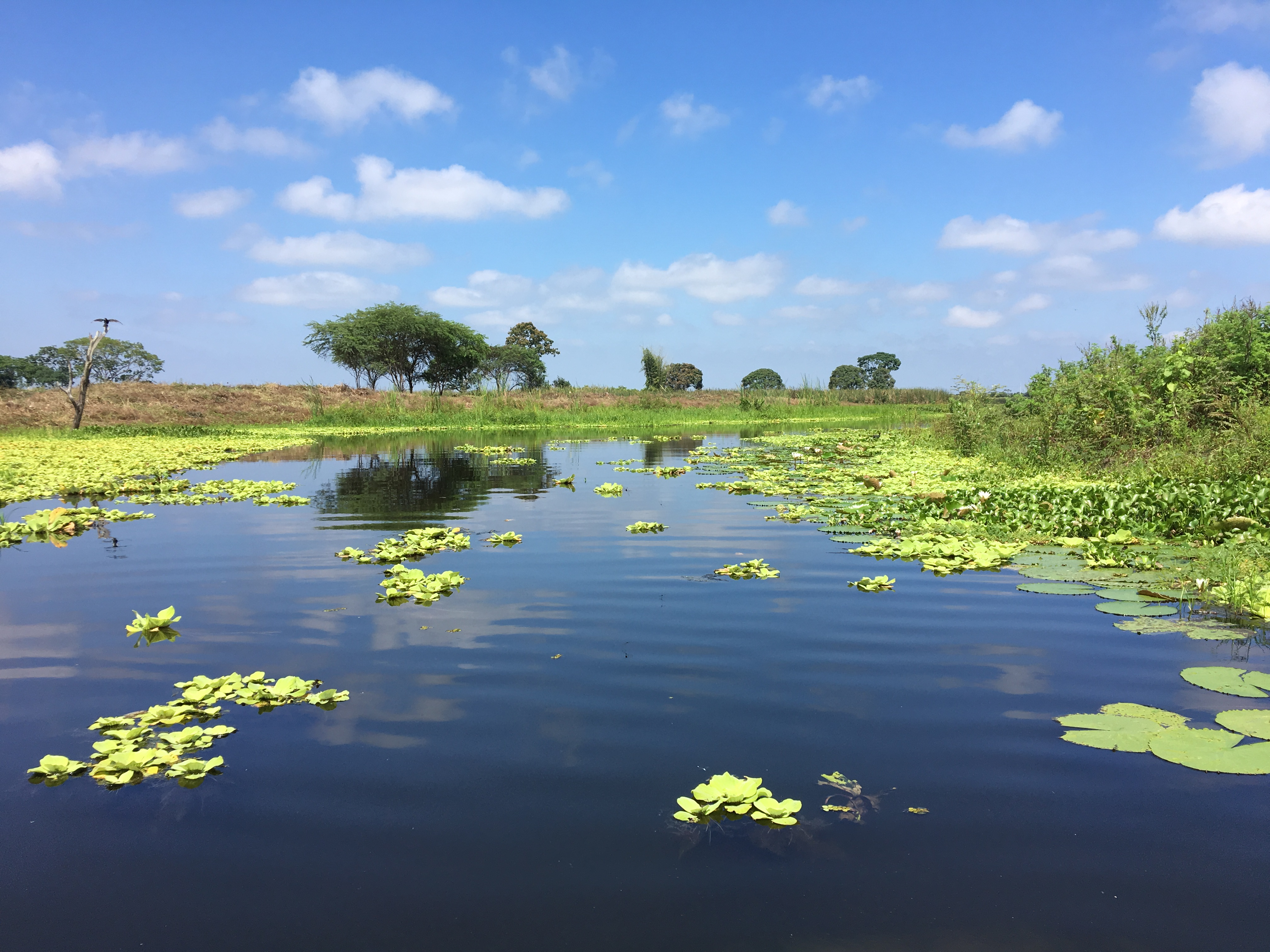
Humedal La Tembladera

El auge cacaotero caracterizó la historia de Ecuador en el siglo XIX. Incentivó la migración a la costa e hizo que Guayaquil sobrepase en población a Quito por primera vez. Los cambios sociales que esto causó tuvieron consecuencias políticas, entre ellas la más importante fue la revolución liberal. Durante los años de 1950 a 1974, la población urbana creció de aproximadamente el 25% al 42% de la población total. Sin embargo, es importante el crecimiento de las ciudades de la costa que ha sido particularmente rápido. Máchala, Esmeraldas y las ciudades costeras del interior, Quevedo y Santo Domingo, deben gran parte de su crecimiento a la expansión del cultivo del banano. Quevedo, Santo Domingo y Machala están creciendo a una tasa que supera el 10%, mientras que la de Esmeraldas, Portoviejo, Manta, y Guayaquil superan el 5%. Con una tasa de crecimiento natural para el conjunto de la nación ligeramente superior al 3%, es evidente que el crecimiento urbano es producto principalmente de la migración interna. 
En consecuencia, el volumen total de la migración interna aumentó de alrededor de 0,5 millones en 1950 a cerca de 1,25 millones en 1962. Es decir, el peso demográfico de la costa aumento del 13% al 30% para inicios de los sesenta.

## Cultura

### Música
Esto giró alrededor de la expresión cultural que tuvo este grupo de campesinos durante la revolución liberal. Su cultura fue muy difundida, especialmente sus canciones, vinculados a la danza folklórica que bailan géneros que se pueden resumir en la siguiente tabla:
| Género                                | Interpretación                      |
| Fandangos y mojigangas                | Se practicaban en el Corpus Christi |
| Villancico y chigualo                 | Bailes de Navidad, juego de rueda   |
| Amorfino                              | Baile suelto o entrelazado          |
| Jota montuvia                         | Baile suelto                        |
| Polcas, valses, cracovianas, minuetos | Baile de salón                      |

Uno de los pioneros en el estudio de esto fue Modesto Chávez Franco quien vincularía las coplas montuvias con la influencia cultural de España. Es decir las declamaciones, improvisaciones y rimas fueron herederos ya de los juglares y troveros que iban de pueblo en pueblo. La asimilación fue tan rápida y es tan duradera que sus artes, sus costumbres, su idioma y creencias, todo, todo lo hizo suyo en pocos años. Esto a juicio de Chávez Franco, diferencia el proceso de España de lo que sucedió con las colonias portuguesa, inglesa, y francesa.Por otro lado en 1929, él músico y académico Manuel de Jesús Álvarez Loor, quien firmaba como Manuel J. Álvarez (1901-1958) edita en imprenta La Esperanza del cantón Chone, el folleto "Estudio folklórico sobre el montubio y su música" donde se encuentran transcritas partituras para piano, de tres tonadas, que son "La Iguana", "Amorfino" y "Caminante", melodías recuperadas a voces de los campesino de la hacienda "Río de Oro" del mismo cantón Chone. El amorfino consiste en intercambios discursivos denominados contrapuntos; con los que se transmite un mensaje. La rima, si bien por lo general es asonante, no es raro encontrar también rimas consonantes; a su disposición,  la rima puede ser pareada, alternada (cuarteta), abrazada (redondilla), incluso libre (copla, donde los versos impares quedan sueltos).

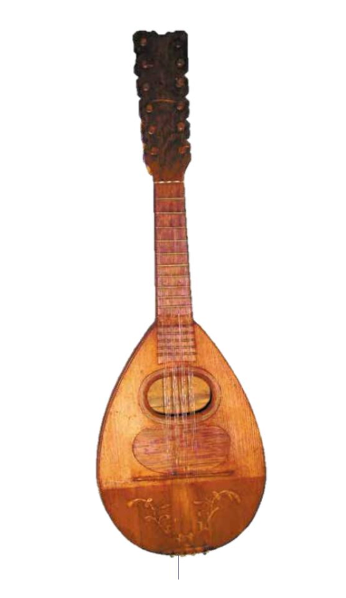
Mandolín montuvio

Además de Modesto Chávez y los esfuerzos de Manuel J. Álvarez, se suma el trabajo importante del folclorista Guido Garay.  

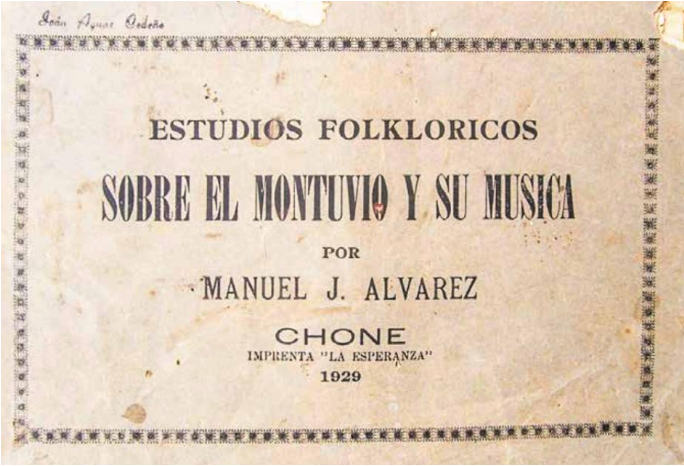
Estudios de Manuel J. Álvarez

Su importancia no solo como historiador sino también como intérprete del folclor del litoral de Ecuador lo hacen una figura muy importante en la historia de la cultura ecuatoriana. Formó una banda para interpretar los antiguos temas y evitar que se pierdan llamado Grupo Folclórico Guido Garay y publicó importantes álbumes dentro de los que se encuentra principalmente Alma Montuvia y Fiesta Montuvia. Recoge en ambas publicaciones tanto amorfinos orales a estilo de complas como también moños montuvios, alzas, polcas orenses, chigualos, entre otros géneros musicales del litoral ecuatoriano. 
Por último se debe nombrar a Dumas Mora, representante montuvio y símbolo del amorfinero tradicional. Esté género no solo que empezó a ser musicalizado en los últimos años sino que también continuó manteniendo su expresión tradicional a manera de coplas. En este sentido Mora cultivó los amorfinos y mantuvo viva la tradición, así como la de los sombreros de jipijapa, tradicionales de la provincia de Manabí, donde la figura de la tejedora manabita como el arquetipo de la mujer costeña cobra vital importancia.
Además del amorfino es importante destacar el rol de la Polca orense en el folclor del litoral ecuatoriano. Este género musical de origen europeo llega al Ecuador en el siglo XIX a través de la gente acaudalada quienes viajaban a Europa. Fue utilizado generalmente para enaltece al campesino del litoral en la regionalidad cultural porteña y montubia. Algunos de los temas tradicionales en este género son "La Puerca raspada", "El gallinacito" y "El saca tu pie: porteña de Guayaquil", "La Serena y El Tábano". Estas composiciones fueron transmitidas oralmente de generación a generación. El músico Mauro Matamoros compuso la pieza "Los Traviesos" en ritmo de polca para el baile rural campesino.

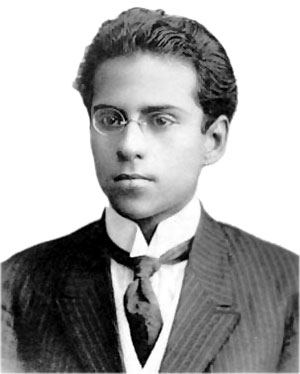
Medardo Ángel Silva

Con la migración del campo a la ciudad, el amorfino se vio transformado y las coplas campesinas se convirtieron en poemas musicalizados, que ahora conforman el pasillo ecuatoriano. Tal vez el ejemplo más importante de esto fue Medardo Ángel Silva, quien venía de una familia de campesinos y creció en la ciudad de Guayaquil, convirtiéndose en importante poeta de la generación decapitada. Su poema, El alma en los labios, ahora es uno de los pasillos tradicionales de Ecuador. A través de la poesía de Medardo Ángel Silva se crea el vínculo entre la tradición literaria oral montuvia que durante el siglo XVIII y XIX estuvo vinculado más bien a los amorfinos, con la poesía modernista que en el siglo XX se desarrollará con mucha fuerza, influyendo mucho la composición de pasillos, entre ellos el famoso "El montuvio del Ecuador" que sería cantada en 1926 con la celebración del primer rodeo montuvio, e interpretada posteriormente por Julio Jaramillo. Esté vínculo se reconoce hasta la actualidad, por lo que en el 2018 cuando fue considerado patrimonio inmaterial de Ecuador, según el escritor y quien fuera director de la Casa de la Cultura Ecuatoriana, Raúl Pérez Torres, el pasillo:

Es el género musical nacional ecuatoriano por excelencia y se canta en todas las regiones y en todos los estratos sociales. Es la música nacional de mayor convocatoria y forma parte del acervo de la identidad nacional. Es el referente nacional, es la semilla que da el origen a las manifestaciones sentimentales del cholo costeño, el montubio y también el citadino.
Raúl Pérez Torres

### Danzas

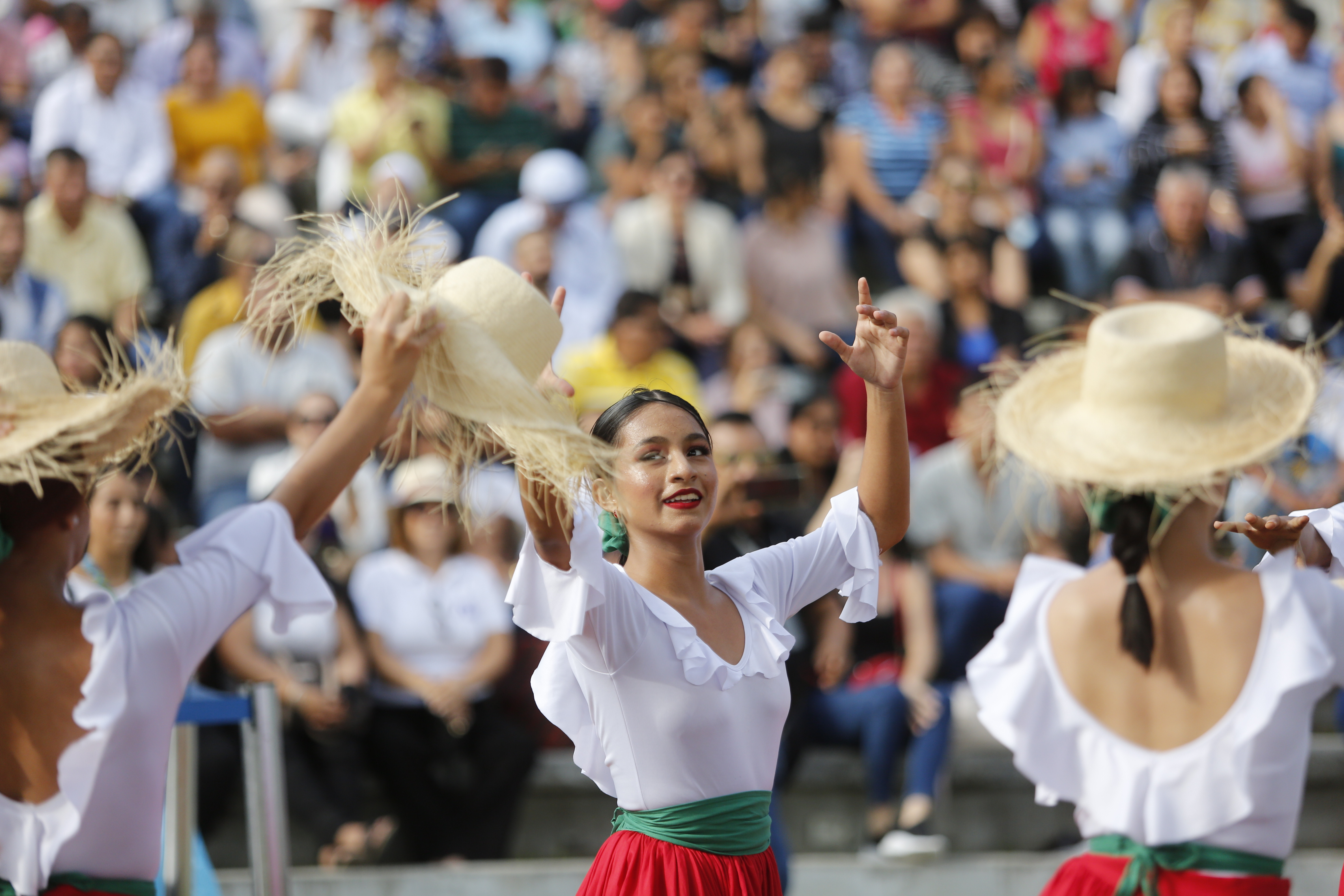
Danzas montuvias

Los montuvios desarrollaron sus danzas propias "en el monte" que se basaban en fandangos, y adaptaciones de bailes europeos. Mientras que los hacendados adoptaban danzas propias de salón, los montuvios desarrollaban sus bailes en sus casas de caña guadua y de cade, así como en los barrios populares de Guayaquil como "El Astillero" o el barrio "La Concordia". Estos bailes de los montuvios fueron denominados bailes de lámpara, porque se desarrollaban alrededor de una lámpara de queroseno en aquella época. También eran llamados despectivamente como baile de arroz quebrado. Según el historiador Ordóñez, estos bailes se pueden rastrear originalmente a los bailes de candil, que llegaron a Ecuador a través del puerto para después difundirse y ganar popularidad. Los ritmos que bailaban los montuvios, muchas veces imitando a los hacendados, eran géneros musicales europeos que después sufrían adaptaciones o se realizaban composiciones propias. Entre ellas encontramos la polca, muy popular en la provincia de El Oro, la contradanza, también conocida como moño montuvio de Manabí, la el fandango montuvio muy popular en la provincia de Los Ríos. A partir de estas danzas empieza a codificarse el traje típico de los montuvios que consiste en faldas largas para mujeres, camisas y pantalones en general blancos para los hombres y un pañuelo distintivo. Los colores dependían de la provincia y servían para diferenciar y crear identidad dentro de Ecuador. A través de la migración del campo a la ciudad, estas danzas se volvían más citadinas y se convertían en valses, que acompañaban muchas veces a los pasillos. 

### Literatura
Este subgénero de la literatura ecuatoriana empieza ha estado vinculada al Grupo de Guayaquil. En este sentido, fue de suma importancia el trabajo literario y periodístico de José de la Cuadra. Su novela, Los Sangurimas escrita en 1934, creó un nuevo concepto de identidad del campesino ecuatoriano que vivía en el litoral, a través de símbolos relativos a la naturaleza por su arraigo a la fuerza y resistencia. Consta de tres partes: El tronco añoso, Las ramas robustas, Torbellino en las hojas. Allí busca evitar representar al montuvio como simple campesino incluyendo parámetros antropológicos y sociológicos que amplían los horizontes de lectura.
Esta resignificación cultural giró alrededor de la alegoría del árbol de matapalo. Dice José de la Cuadra:

El matapalo es árbol montuvio. Recio, formidable, se hunde profundamente en el agro con sus raíces semejantes a garras. Sus troncos múltiples, gruesos y fornidos, se curvan en fantásticas posturas, mientras sus ramas recortan dibujos absurdos contra el aire asoleado o bafiado de luz de luna y sus ramas tintinean al viento del sudeste. En las noches cerradas, el matapalo vive con una vida extraña, espectral, y misteriosa. Acaso dance alguna danza siniestra. Acaso dirija el baile brujo de los árboles desvelados. De cualquier modo, el matapalo es el símbolo preciso del pueblo montuvio. Tal que el, el pueblo montuvio está sembrado en el agro, prendiéndose con raíces como garras.
José de la Cuadra - El montuvio ecuatoriano

La cultura montuvia y del litoral ecuatoriano en general se reflejaría en otros autores como Demetrio Aguilera Malta, en varios de sus escritos como Don Goyo o Siete Lunas y Siete Serpientes. Inicialmente el contraste entre la cultura campesina del litoral con la de los andes se reflejó en la novela A la Costa de Luis A. Martínez. Otro autor importante fue Alfredo Pareja Diezcanseco quien en varias de sus novelas refleja la vida de la gente del campo que migraba a la ciudad de Guayaquil en los primeros años del siglo XX. Por último el escritor  Rodrigo Flores, produjo un libro bajo el título "Machete y Garabato" donde relata varios cuentos acerca de los campesinos de Ecuador.

### Cine, teatro y televisión

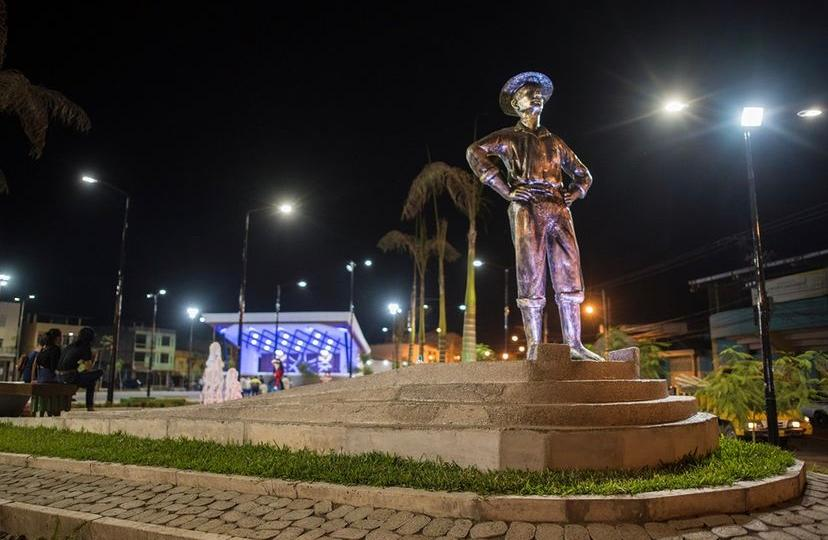
Monumento al montuvio en Chone

Fue muy frecuente la puesta en escena de comedias, comedias románticas y dramas con temática montuvia en el siglo XX. Ususalmente estaban divididas en tres actos y se lo presentaba en teatros populares. El impulsor principal de esto fue Rodrigo Chávez González quien sería autor de muchos de ellos. Sería así que se presentaría "Cantalicio está de novio, comedia en tres actos" de 1942, "Los Manabitas somos así", comedia en dos actos de 1967, "Pedro Vinces el bandolero romántico", comedia de 1968, "Machete, garabato y corazón", comedia de 1969, "Ya llegó Vargas Torres", comedia de 1969. Por otro lado, algunas obras literarias donde tratan la cultura montuvia como protagonista han sido llevadas al cine como fueron A la costa en 1994, Los Sangurimas en 1998 o Don Goyo que se estrenó en 2023. Además los montuvios fueron retratados de manera cómica en la serie Mi Recinto, que se estrenaría en el año 2001 y estaría al aire hasta el 2014.

### Bellas artes

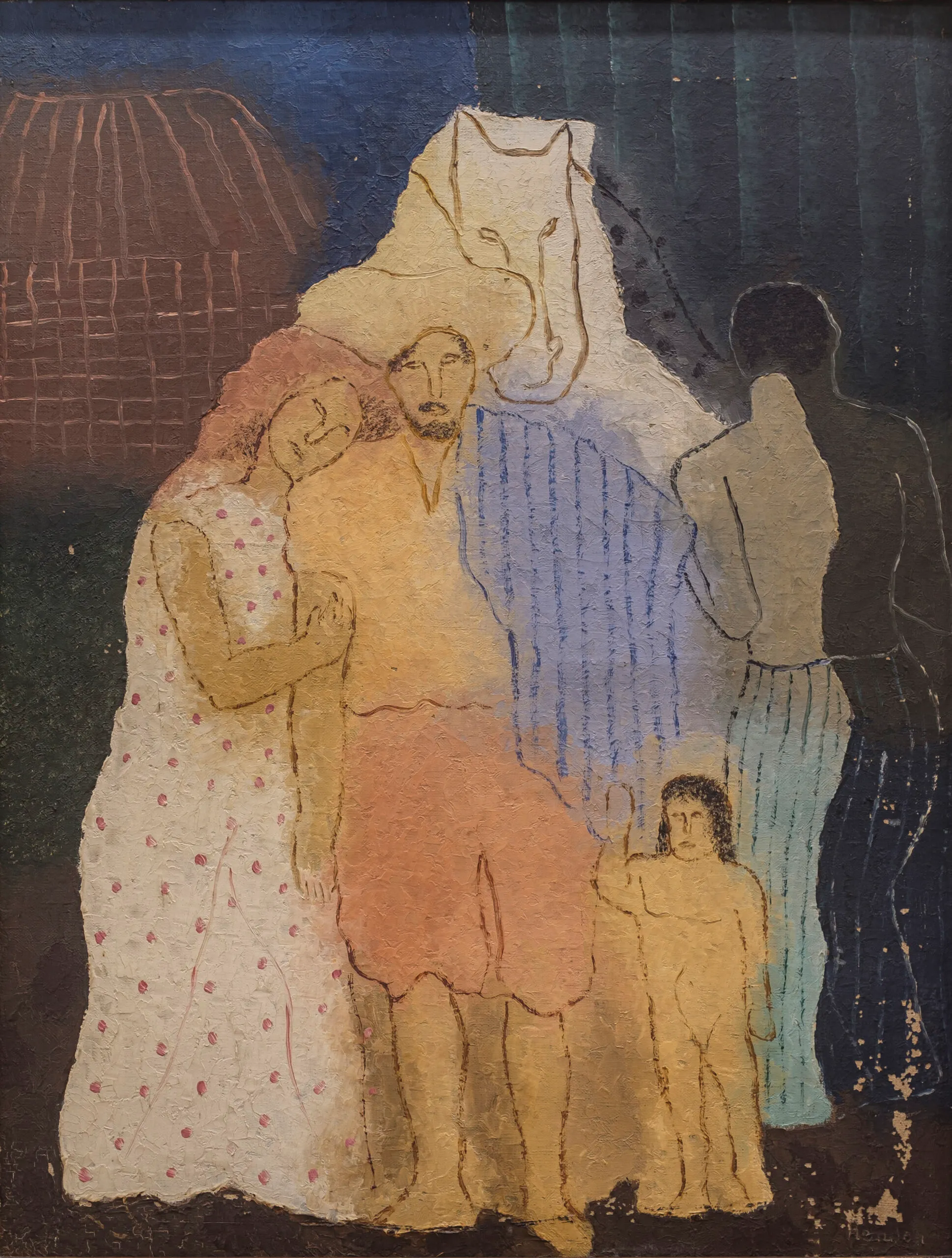
Familia montuvia por Manuel Rendón

La cultura montuvia se consolidó durante la década de los treinta, después de terminada la revolución liberal y antes del auge bananero. Las primeras representaciones serían los paisajes realistas de Luis A. Martínez quien fuera además novelista y en su libro "A la costa" describiría con mucha destreza los paisajes de Ecuador. Esto lo plasmaría además en el lienzo como fuera el caso del Río Babahoyo, con las tradicionales casas de los montuvios a las orillas. Posteriormente el pintor Manuel Rendón Seminario representaría a los montuvios en varios de sus cuadros.  A partir de esto, no solo que una nueva temática surgía sino también una nueva estética, a partir del nacimiento del constructivismo pictórico de Rendón. Esto sería complementado en el dibujo humorístico de Virgilio Jaime Salinas, que retrataba a los cholos y montuvios. A esto le seguirían los pintores Eduardo Kingman, Leonardo Tejada y Galo Galecio, quienes representarían las costumbres de los campesinos de Ecuador. Finalmente esta tendencia sería continuada por el pintor Enrique Tábara quien en una etapa de su carrera pictórica se dedicó a retratar la vida tanto del cholo como del montuvio.Esta temática se sigue cultivando en Ecuador y en septiembre de 2023 se presentaría la exposición "Cercanos y Distantes: Los Montuvios y Guayaquil" con pinturas de grandes artistas como: Eduardo Kingman, Leonardo Tejada, Manuel Rendón Seminario, José María Roura Oxandaberro, Virgilio Jaime Salinas, José L. Acevedo, Rodrigo de Triana, Manuel de J. Álvarez Loor, Julio Timm, Antonio Bellolio y Horgan Photo.

### Arquitectura tradicional
El nombre "montuvio" hace referencia al monte o cerros de Ecuador así como también a los ríos (fluvio). Por esta razón la arquitectura tradicional se divide en dos: aquella que se desarrolló para que los campesinos de la costa vivan en los montes, tomando en cuenta el bosque tropical del litoral ecuatoriano y también la que se desarrolló para vivir en el río, en este caso las famosas casas flotantes de Babahoyo.  

#### Casas en el monte

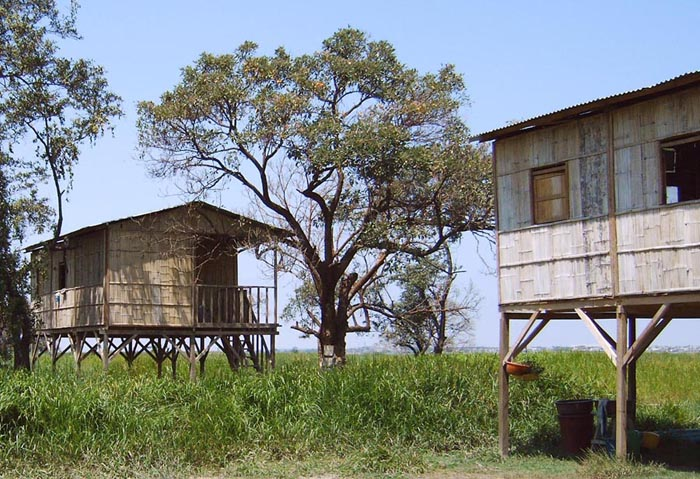
Casa tradicional de caña

Además del matapalo, la caña guadua ha tenido una importante historia en el pueblo montuvio. Se ha caracterizado este grupo por el uso casi universal de la guadua cana en las viviendas rurales tradicionales. En las ciudades y pueblos, también, aunque a veces de manera menos llamativa, el bambú nativo (caña guadua) es el material elegido para los barrios populares, las barriadas espontáneas que han surgido en las últimas décadas alrededor de Guayaquil, Manta, Esmeraldas. Las estructuras de color amarillo pajizo que dan un aspecto tan distintivo a estos barrios suelen ser vistas por sus ocupantes como refugios temporales, diseñados para durar hasta que se consigan los recursos necesarios para reemplazarlos por otros nuevos. 
Esto se debe a que la caña tiene una tasa de crecimiento muy rápida lo que la convierte en una alternativa muy económica y útil para la construcción de viviendas en lugares cálidos que es compartida con todo el norte de Colombia desde Popayán hasta Manizales. Bajo condiciones normales y en periodos de mayor desarrollo, agregan de ocho a diez centímetros en veinticuatro horas y en casos extremos substancialmente más. Los tallos alcanzan su diámetro máximo, hasta veinte centímetros, muy poco después de iniciar el crecimiento y alcanzan su altura total en ochenta a cien días. Sólo entonces comienzan a desarrollarse las ramas y las hojas. Durante su brote de crecimiento, los tallos de color verde brillante son blandos y poco resistentes, pero se endurecen gradualmente a medida que amarillean y mueren. En su gloria madura, los tallos plumosos de la guadua alcanzan alturas de veinte a treinta metros, con un extremo de treinta y siete metros reportado. La floración masiva a intervalos largos e irregulares, seguida de la muerte, que es tan característica de muchos bambúes asiáticos, no parece darse en esta especie americana, donde además su ciclo de cultivo está en alrededor de cinco años.

#### Casas en el río
Estas casas, que usualmente se encontraban amarradas a la orilla del río Babahoyo, son patrimonio ancestral en Ecuador. En la actualidad se encuentran casi en desaparición y se busca su rescate a través de los historiadores, arquitectos e institutos patrimoniales de Ecuador. En su versión más humilde se construyen con tabiques y techumbre de bijao, de tal forma que el interior ofrezca un ambiente fresco y agradable para poder vivir. Los habitantes de estas casas son en su mayoría pescadores que viven en el río, que usaban su vivienda no solo para dormir sino también como una forma de transportarse en la antigüedad, cuando la navegación por río era mucho más eficiente que el uso de caminos, especialmente en época de inundaciones. En la actualidad se busca crear un complejo museístico que permita el ecoturismo alrededor de estas casas flotantes, con el fin de diversificar la actividad laboral de sus habitantes y mejorar la situación actual.

### Gastronomía
Dentro de la gastronomía de Ecuador, los montuvios destacan por la diversidad y riqueza de su comida, por incluir tanto comida de mar como de tierra y por girar alrededor de la utilización del horno manabita. La comida tradicional es destinada para mantener las actividades tradicionales tanto agrícolas como pesqueras a las que se dedican los montuvios. Sus platos suelen ser envueltos en hojas de plátano y tener como sazón la sal prieta, un preparado a base de maní típico de Ecuador, así como el uso del verde como carbohidrato principal.  El horno manabita tiene las siguientes características:
El horno es una caja con dimensiones aproximadas de 1 metro por 1.5 metros. Normalmente está llena de barro y se alimentada con fuego obtenido a través de la leña con el fin de preparar comida.
En el año 2023 fue certificado oficialmente como patrimonio cultural de Ecuador, obteniendo de esta manera no solo el registro oficial sino también el impulso para la conservación de las costumbres y tradición oral que mantienen viva la utilización del horno. Alrededor de él gira la vida tradicional de los montuvios. En las fechas especiales es común que se reúna la familia extendida alrededor del horno y se interpreten chigualos, un género típico de esta cultura ecuatoriana.Además, con él se prepara la comida criolla del litoral de Ecuador con platos reconocidos como la tonga, el bollo, o el hornado manabita.
Por último se encuentra el aguardiente de caña, que es la bebida más común de Ecuador, difundida por todas las regiones, donde cada una tiene su producción y marca propia. 

### Vestimenta

#### Sombrero de paja toquilla
El sombrero de paja toquilla, o simplemente un jipijapa, es un sombrero tradicional originario de la costa de Ecuador.Se lo hace a través de un proceso artesanal que teje a mano las hojas secas y curadas de palma, que son conocidas como paja toquilla o también científicamente conocida como Carludovica palmata. Es conocido usualmente como Panamá Hat por la popularización que tuvo cuando se estaba construyendo el Canal. Tradicionalmente estos sombreros son fabricados en Montecristi, Ecuador. Históricamente se hicieron conocidos cuando se construía el Canal de Panamá. Durante esta época millares de sombreros fueron importados desde Ecuador para el uso de los trabajadores de la construcción, por lo que era común verlas siendo usadas. En una visita del entonces presidente de EE UU,  Theodore Roosevelt usó dicho sombrero, lo que aumentó su popularidad.  No debe confundirse con el sombrero pintao, el cual sí es un sombrero originario de Panamá.
El sombrero de paja toquilla es originario de la costa ecuatoriana, con hondas raíces ancestrales. Es un producto mundialmente demandado por su confección artesanal, siendo actualmente el producto representativo de las artesanías ecuatorianas. También es difundido en la sierra, especialmente en la región sur, donde se popularizaron las tejedoras de sombreros en Cuenca. Esto hace que este atuendo tenga popularidad nacional y sea un símbolo de unidad para Ecuador. Además de esto, está relacionado con los montuvios que se unieron a las montoneras durante la Revolución liberal de Ecuador, que terminaría en la fundación del estado moderno laico en Ecuador, lo que hace que más allá del folclor, esta prenda de vestir tenga un valor simbólico e histórico que hace que no pierda relevancia. 

#### Machete
El machete es uno de los instrumentos que identifican al montuvio con su actividad económica: la agricultura. Los productos agrícolas que se exportan de esta región en Ecuador, representaron por mucho tiempo a este país en el extranjero y en consecuencia los campesinos que se dedican a estos cultivos, o sea los montuvios, cobraron importancia. El machete se convirtió en el símbolo de esto, primeramente relacionado al cultivo de cacao durante el siglo XVIII y XIX, para posteriormente ser reemplazado por el banano, del cual Ecuador es uno de los principales productores. No solamente influye culturalmente en la producción agrícula de este producto sino que también enriquece la gastronomía de Ecuador por la versatilidad del banano, en los distintos tipos de presentaciones, además del sabor característico de la gastronomía montuvia cuando se lo mezcla con maní. En la actualidad el machete cumple tres funciones, ser una herramienta de trabajo, ayuda en la defensa personal del campesino y símbolo montuvio en las festividades. El autor Rodrigo Chávez González reflejaría la importancia del machete para el montuvio en los versos:

El machete es er lenguaje 
der montuvio en su bohío;
es como er agua der río,
que platea en er paisaje,
es símbolo de coraje, 
es un historial bravío.
Rodrigo Chávez González - Er machete

#### Garabato
Al gancho también se lo conoce como garabato, generalmente es una herramienta hecha de madera con forma de anzuelo y un mango largo. Tiene generalmente 75 centímetros de largo y está hecho de guayacán. Sirve para podar el monte y retirar los matorrales. De esta forma, el gancho complementa al machete en el campo y simbolizan la actividad productiva de los montuvios.El escritor, Rodrigo Flores, produjo un libro bajo el título "Machete y Garabato" con una serie de cuentos acerca de los campesinos de Ecuador.

## Fiestas tradicionales

### Rodeo montubio

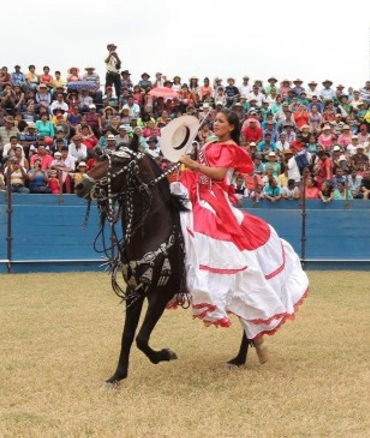
Rodeo montuvio

El rodeo montubio es una de las fiestas más arraigadas de la costa ecuatoriana ya que comprende la expresión cultural más popular de la región, y que se celebra cada año el 12 de octubre en las provincias de Guayas y Los Ríos. El rodeo montubio es una tradición campesina centenaria en esta región a la que se suele referir como "el rodeo de los vaqueros descalzos".
Los rodeos eran clave en la vida de la hacienda ya que en siglos pasados, se organizaban de forma que sea para el disfrute del hacendado y su círculo familiar. En resumen eran una oportunidad para que los empleados de la hacienda mostraran sus habilidades y su dominio sobre los animales, lo que a su vez permitía establecer jerarquías entre ellos. Hoy, sin embargo, su popularidad se ha extendido por lo que es considerado como una gran manifestación de la cultura popular. Se preparan intensamente espectáculos masivos, a veces durante varios meses. El público se reúne en estadios llegando a miles de personas de concurrencia. Para ello se crea una plaza de toros, que en sus primeras versiones se improvisaba con tablones y que ahora ya se ha tecnificado. La tradición es realizar el rodeo descalzo, además de usar vaqueros, espuelas y lazos que son adornados con camisas de botones y un sombrero de paja para protegerse del sol. Demuestran sus habilidades, su temperamento y su fuerza, a lo que se suma a su vez las bellas reinas criollas, que también hacen gala de sus dotes como jinetes. El espectáculo incluye desfiles al trote así como también al galope. Son populares los payasos que esquivan las embestidas de los terneros en un balancín.

### Festivales nacionales

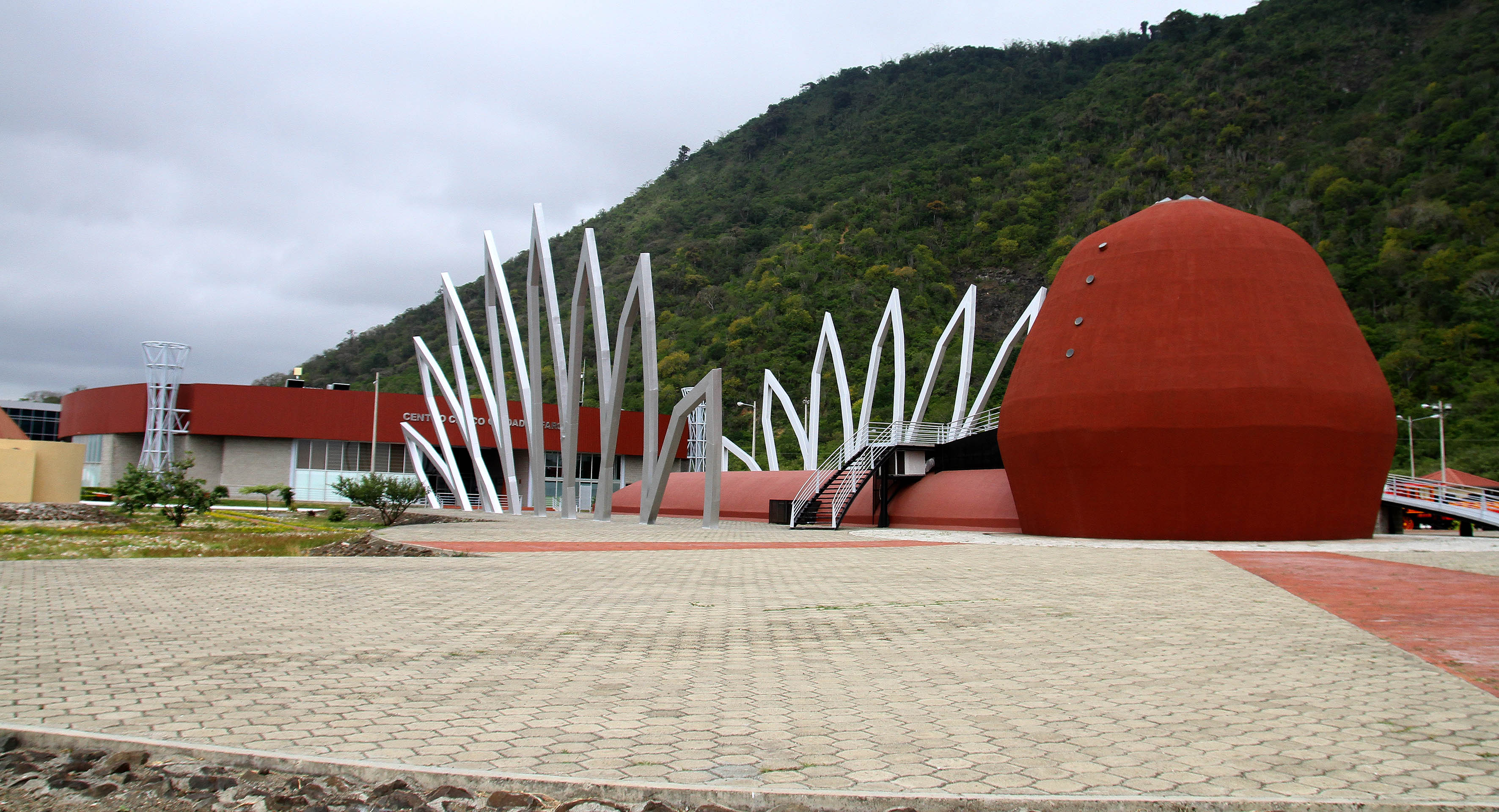
Centro Cívico Ciudad Alfaro, Montecristi

En el Centro Cívico Ciudad Alfaro, de la ciudad de Montecristi, se realizan varios eventos culturales relacionados con los montuvios. Este lugar que fue donde se hizo la Constitución de Ecuador, alberga el mausoleo de Eloy Alfaro, líder de la Revolución liberal y presidente de Ecuador por una década. Aquí se llevan a cabo frecuentemente eventos como el "Festival Nacional del Pueblo Cholo Demostrando su Existencia”, los "Encuentro Cholo – Montuvio" o el "Amorfino: Patrimonio sonoro del pueblo montubio de Ecuador". Esto se hace con el objetivo de mantener viva la cultura y aumentar la visibilidad en la sociedad ecuatoriana en general.La sala donde se realizó la Asamblea Constituyente de 2008 tiene el nombre de "Salón Montonera Isabel Muentes" quien es considerada una heroína de la revolución alfarista.

### Chigualo
El denominado chigualo que es propio de la provincia de Manabí y Esmeraldas. Está vinculada con la Navidad y en Manabí es acompañado generalmente con un baile que se lo denominaba antiguamente como "Sombrerito", los juegos que se hacían en los chigualos eran por ejemplo: La Pájara Pinta, el Florón, y otros que se alternaban con los villancicos navideños. Es decir es una festividad que se realiza en homenaje al nacimiento del Niño Jesús; desde el 24 para amanecer 25 de diciembre empiezan los chigualos que se extienden incluso hasta el 6 de enero (día de reyes), también puede extenderse por 40 días, realizando la Bajada del Niño también llamada la “apeada” o “alzada del Niño” el 2de febrero (Día de las Candelarias).Alrededor del chigualo giran todos los elementos tradicionales de la cultura montuvia: el horno manabita funge muchas veces como centro de la ceremonia, los amorfinos forman parte de la celebración y los chigualos propiamente dichos con el rol de los villancicos. A esto se sumaban después del velorio, los festejos que incluían el aguardiente de caña de manabí y también los bailes tradicionales como el moño montuvio. Todo esto es realizado por el anfitrión que es conocido como "dueño del pesebre". Además de ellos, y de los músicos es importante la presencia de los padrinos y madrinas.

## Lista de tradiciones

### Arte

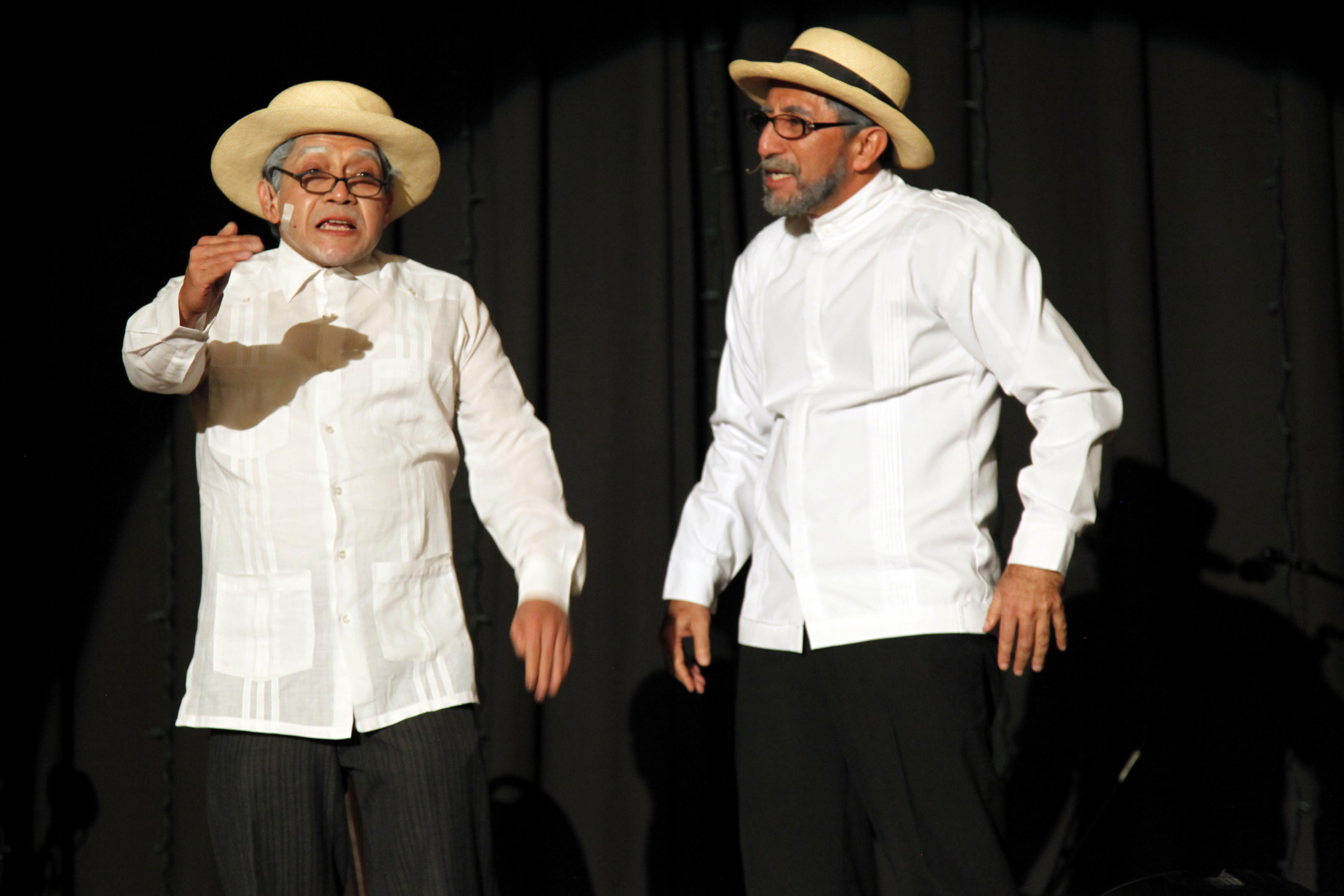
Representación teatral de dos montuvios

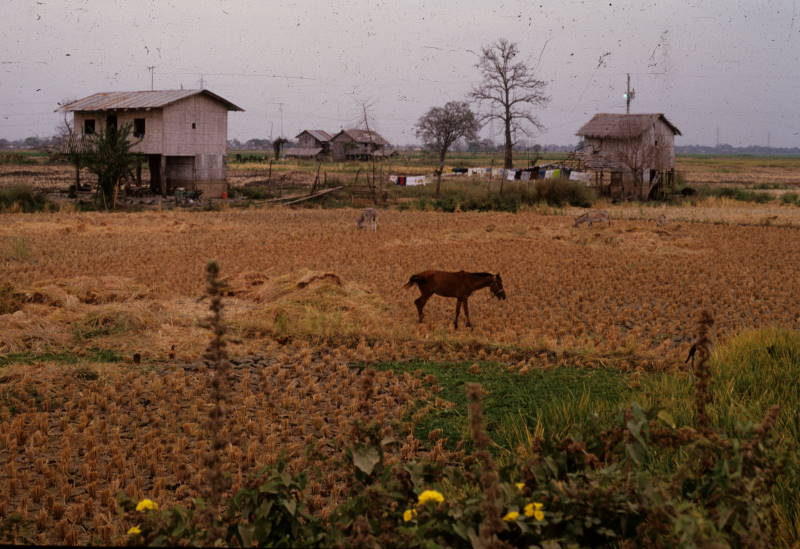
Paisaje en Daule

- Artesanías montuvias: elaborada a partir de la paja toquilla como los sombreros jipijapa o los sombreros de zapán (corteza seca de plátano), el árbol de mate para hacer utensilios de concina, la balsa y el árbol guachapelí con lo que se hacen instrumentos musicales.
- Gastronomía montuvia: Es un tipo de la gastronomía de Ecuador que es característico del litoral ecuatoriano y generalmente se prepara dentro de un horno manabita. Destacan los platos como el encebollado, el ceviche, el corviche, el viche, la tonga, la cazuela, el bocachico, entre otros.

- Amorfino: Es un género musical que surge a partir de coplas y es acompañado por instrumentos musicales tradicionales como la flauta montuvia, el bandolín montuvio, el quinto montuvio, la caja tambora.
- Pasillo: Es un género musical que se desarrolló en Ecuador. La cultura montuvia ha influenciado sus composiciones tanto en la temática como en la interpretación.
- Cantos montoneros y chapulos: cantos que se desarrollaron durante la Revolución Liberal y que ahora forman parte del Cancionero Alfarista. Dentro de los más destacados se encuentra "Viva Vargas Torres" o el "General Serrano".
- Danzas montuvias: incluye varios géneros como el alza que es un género musical acompañado bailable que se popularizó en el siglo XIX. Fue bailado por los libertadores y militares en las guerras de la independencia de Ecuador. Una de las "alzas" más conocidas es el "Alza que te han visto". El moño montuvio: Un baile tradicional que es una adaptación de la contradanza europea que era muy popular en el siglo XIX. La polca montuvia que es una adaptación de la polca europea a Ecuador que sucedió en el siglo XIX. El baile de lámpara: conocido de forma despectiva como baile de arroz quebrado, fueron los en realidad los bailes de candil que se popularizó en Ecuador, especialmente en el pueblo montuvio.
- Literatura montuvia: subgénero de la literatura ecuatoriana que trata acerca de los montuvios y sus costumbres.

- Acento montuvio: Forma parte del dialecto ecuatoriano. Debido a su influencia andaluza, esta forma del castellano se caracteriza por tener un carácter ladino y por no pronunciar la "s", especialmente al hablar rápidamente.

- Mitología montuvia: Es parte importante de la mitología ecuatoriana. Se basa en las historias cosmogónicas que se originan en el litoral ecuatoriano, especialmente relacionados con la llegada de gigantes a la costa, un mito recurrente en Ecuador, especialmente en la Península de Santa Elena. Fue recogido como parte del origen mitológico del Reino de Quito. Además incluye el culto por Umiña, deidad tradicional de la provincia de Manabí que se traduce en la actualidad como el culto a la belleza femenina tradicional en la cultura montuvia.

### Deporte
- Rodeo montuvio: rodeo que se realiza en el mes de octubre y reúne a todo el pueblo montuvio para una gran celebración anual donde se desarrollan varias actividades culturales, gastronómicas, musicales, y festivas.
- Regata Guayaquil - Vinces: tradicional carrera de botes a lo largo de la cuenca del Río Guayas entre los ríos Vinces y Guayaquil.
- Juegos Autóctonos de los Pueblos Montubios: el trompo, carrera de ensacados, tres pies, cuchara con huevo, atracones, agarrada del chancho ensebado, palo ensebado, rodeo montubio, concurso de amorfinos, etc.[42]

### Festividad
- Chigualo: festejo tradicional durante el mes de diciembre para velar al Niño Jesús, según la práctica católica sincrética del pueblo montuvio.
- San Jacinto: culto y recuerdo de la aparición de San Jacinto de Cracovia o San Jacinto, en el pueblo de Yahuachi.
- Narcisa de Jesús: peregrinación y romería a Nobol, lugar donde nació la Santa Narcisa de Jesús.

## Distribución por provincia
| Provincia                      | Porcentaje (%) |
| ------------------------------ | -------------- |
| Los Ríos                       | 35,4           |
| Manabí                         | 33,6           |
| Guayas                         | 8,4            |
| Santo Domingo de los Tsáchilas | 2,3            |
| Galápagos                      | 2,3            |
| Santa Elena                    | 2,2            |
| Esmeraldas                     | 1,7            |
| El Oro                         | 1,4            |
| Cotopaxi                       | 1,1            |
| Bolívar                        | 0,8            |
| Pichincha                      | 0,7            |
| Orellana                       | 0,6            |
| Sucumbíos                      | 0,6            |
| Cañar                          | 0,5            |
| Napo                           | 0,5            |
| Azuay                          | 0,4            |
| Loja                           | 0,3            |
| Tungurahua                     | 0,3            |
| Pastaza                        | 0,3            |
| Carchi                         | 0,3            |
| Imbabura                       | 0,3            |
| Zamora Chinchipe               | 0,3            |
| Chimborazo                     | 0,2            |
| Morona Santiago                | 0,2            |
| Ecuador                        | 7,7 %          |